# Riccardia sikkimensis
Riccardia sikkimensis là một loài rêu trong họ Aneuraceae. Loài này được (Steph.) S.C. Srivast. & Udar mô tả khoa học đầu tiên năm 1976.